# Black Uhuru
Black Uhuru es una reconocida banda de la segunda generación del reggae. Originaria de Jamaica, fueron la primera banda de reggae que ganó un Grammy, por su álbum, Anthem, en 1983. Sus hits más conocidos son «Shine Eye Gal», «Guess Who's Coming to Dinner», «System», «Sinsemilla», «Solidarity» y «What Is Life?».

## Orígenes
El origen del nombre de Black Uhuru proviene del Suajili, Uhuru significa "LIBERTAD". Por ende, su traducción sería «<Independencia Negra». La banda se formó en el distrito de Waterhouse, Kingston, con el nombre de Uhuru. Sus miembros iniciales fueron Ervin «Don Carlos» Spencer, Rudolph «Garth» Dennis, y Derrick «Duckie» Simpson.

## Primera Separación y Reorganización
Cuando la banda experimentó dificultades para asegurar un contrato, Spencer se apartó para seguir una carrera como solista, y Dennis se unió a The Wailing Souls. Simpson, reorganizó la banda Michael Rose como vocalista principal y Errol «Jay» Wilson, acompañados por el ritmo de los productores Sly & Robbie, el primero en las baterías y el segundo en el bajo.
Su álbum debut, Love Crisis, se lanzó en 1977, incluyendo el tema «I Love King Selassie». Tres años después, su álbum fue remezclado y lanzado como Black Sounds of Freedom.
En 1979 se adicionó a la banda la armónica voz de la cantante Sandra «Puma» Jones, una mujer afroamericana de Carolina del Sur, que tenía el título de Trabajadora Social de la Universidad de Columbia. Anteriormente, había sido miembro del grupo femenino 
Mama África.
En 1981 el grupo entró en su momento más comercial y de más desarrollo. Tras grabar el álbum de estudio, Red, y su álbum en vivo, Tear It Up, el grupo llegó al pico de la fama con el lanzamiento de Anthem, en 1983. Luego de esas incorporaciones y lanzamientos, Black Uhuru creó un sonido único y especial, que hizo que sean uno de los principales representantes de la música reggae en el mundo. En este periodo de éxito, la banda se embarcó en una gira con bandas como The Police y The Rolling Stones.

## Segunda separación y reorganización
Un tiempo después de esto, la banda tuvo problemas internos. Luego de que Rose se alejara del grupo en 1985, Junior Reid se unió para grabar un par de álbumes, pero también abandonó, en un tour, un tiempo después, por problemas de visa. Luego «Puma» Jones sería remplazada por Olefunke en 1987 tras ser diagnosticada de cáncer. Esta moriría tres años después, el 28 de enero, por la misma causa. Fue enterrada en su estado natal de Carolina del Sur.
En 1990 Simpson se reunió con Dennis y Carlos, idénticamente como fue la formación en un principio, grabando el álbum llamado Now. El trío grabó una buena cantidad de álbumes e hizo diferentes tours alrededor del mundo. Pero a finales de los 90 Dennis and Carlos abandonaron la banda y demandaron a Simpson legalmente por el nombre de Black Uhuru. Simpson ganó esta demanda y formó otra encarnación de la misma con Andrew Bees como cantante principal. Solo lanzaron un álbum, Dinasty. Antes de que fuera lanzado, Bees abandonó la banda.

## Actualmente
En febrero de 2004 se anunció que Michael Rose se iba a reunir a la banda con el nombre de Black Uhuru feat. Michael Rose. Juntos y con una cantante femenina llamada Kay Starr, sacaron un sencillo llamado «Dollars» y realizaron diferentes conciertos como el «Western Consciousness 2004» el 28 de abril de 2004, en Jamaica.

## Discografía
Group: Derek "Duckie" Simpson, Michael Rose, Errol "Tarzan" Nelson, Don Carlos
- 1977 – Love Crisis'
- 1981 – Black Sounds of Freedom ("Love Crisis" reedition)

Group: Derek "Duckie" Simpson, Michael Rose, Sandra "Puma" Jones, Sly Dunbar, Robbie Shakespeare
- 1979 – Showcase
- 1980 – Black Uhuru ("Showcase" reedition)
- 1980 – Sinsemilla
- 1981 – Red
- 1982 – Chill Out
- 1983 – Guess Who's Coming To Dinner ("Black Uhuru" reedition)
- 1983 – Anthem
- 1985 – Reggae Greats (Compilation)

Group: Derek "Duckie" Simpson, Delroy "Junior" Reid, Sandra "Puma" Jones
- 1986 – Brutal

Group: Derek "Duckie" Simpson, Delroy "Junior" Reid, Olafunke
- 1987 – Positive

Group: Derek "Duckie" Simpson, Garth Dennis, Don Carlos
- 1990 – Now
- 1991 – Iron Storm
- 1993 – Mystical truth
- 1994 – Strongg

Group: Derek "Duckie" Simpson, Jenifah Nyah, Andrew Bees
- 1998 – Unification
- 2001 – Dynasty

Live / Dub albums:
- 1982 – Uhuru in Dub
- 1982 – Tear It Up - Live (album and video)
- 1983 – The Dub Factor
- 1984 – Live
- 1986 – Brutal Dub
- 1987 – The Positive Dub
- 1988 – Live In New York City
- 1990 – Now Dub
- 1990 – Love Dub ("Uhuru In Dub" reedition)
- 1992 – Iron Storm Dub
- 1993 – Mystical Truth Dub
- 1994 – Strongg Dubb
- 2000 – Live 1984
- 2001 – In Dub
- 2001 – Dubbin'It Live (summer 2001, at Paléo Festival)